# 中華基督教會協和書院

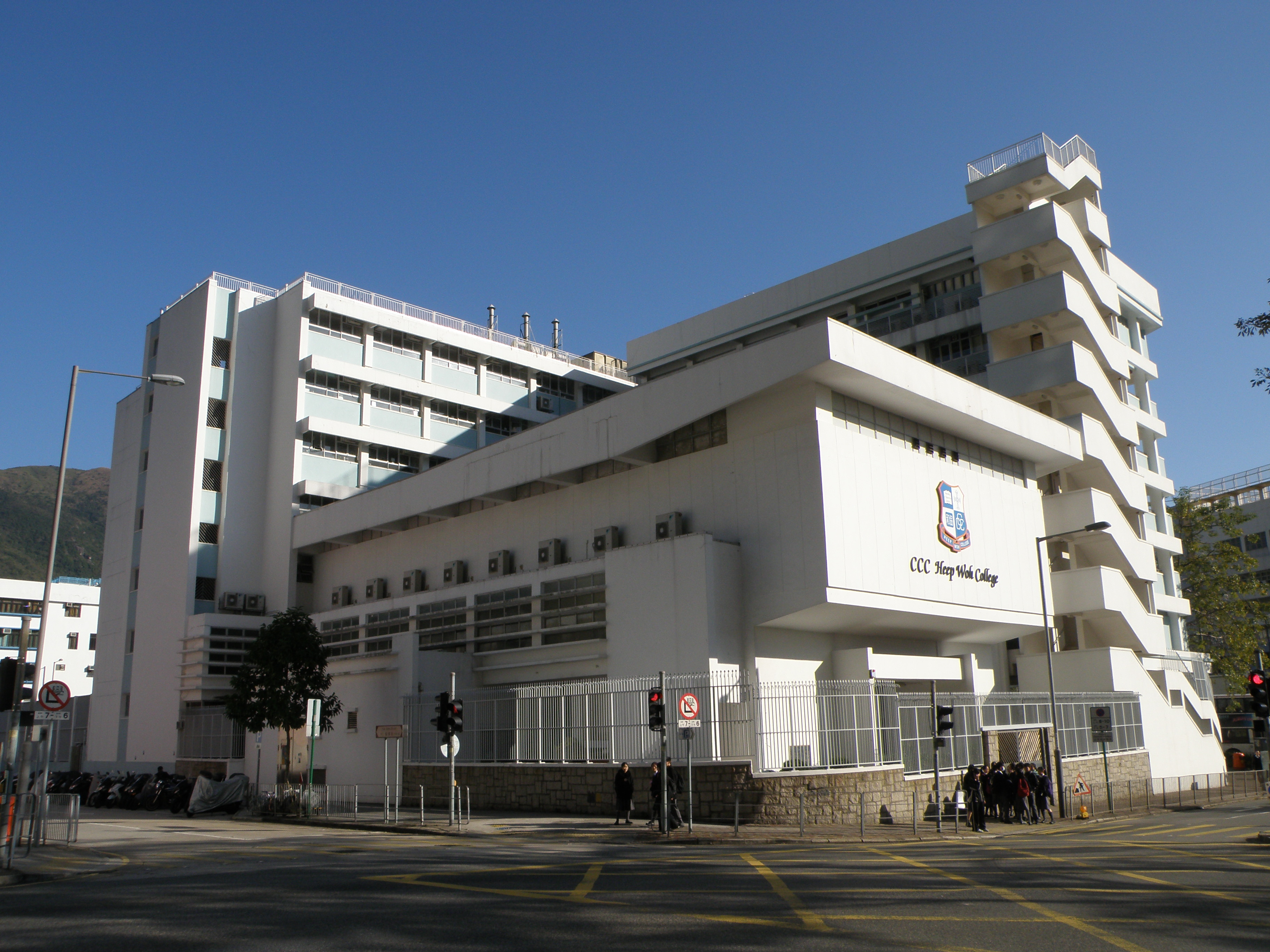
中華基督教會協和書院西北面

中華基督教會協和書院（英語：The Church of Christ in China Heep Woh College）由中華基督教會香港區會管理，位於九龍蒲崗村道171號，是香港一所政府津貼男女中學。

## 校政管理
歷任校監
- 1970年至1973年：潘頓 牧師
- 1973年至1984年：汪彼得 牧師
- 1984年至1985年：李清詞 牧師
- 1985年至1988年：郭乃弘 牧師
- 1988年至1993年：翁珏光 牧師
- 1993年至1995年：吳振智 牧師
- 1995年至1997年：胡丙杰 牧師
- 1997年至2000年：陸輝 牧師
- 2000年至2003年：張黃韻瑤 女士
- 2003年至2009年：黃成榮 先生
- 2009年至2015年：陳應城 先生
- 2015年至2021年：岑國欣 先生
- 2021年至今：高一村 先生

歷任校長
- 1970年至1984年：邱何恩德 女士
- 1984年至1992年：郭梁坤城 女士
- 1992年至1994年：蘇義有 先生
- 1994年至2009年：林綺華 女士
- 2009年至2024年：朱啟榮 博士
- 2024年至今：呂浩榮 先生

## 校史
於1911年，美國傳教士碧盧夫人（Mrs. Lear Bigelow）於廣州創立「協和」，首創幼稚園及幼稚園師範班，開拓中國幼兒教育之先河。1947年廖奉靈校長和美國傳教士施禮嫦女士來港設校，校址位於九龍塘根德道22號。1952-56年間校址由根德道搬到亞皆老街，至1960年小學部搬往太子道。至1971年獲政府撥地，協和書院正式遷入蒲崗村道新校舍。校舍於1971年榮獲「東南亞學府設計獎」，及後至2006年，校舍新翼大樓落成，為學生提供設備更完善的學習環境。所屬組別：1B。

## 辦學宗旨
秉承中華基督教會香港區會「透過學校，傳道服務」的精神，貫徹啟發學生的潛能、培養學生德、智、體、群、美、靈六育，達至「進德修業，榮神益人」之目標。

## 歷史
| 年份      | 事件 |
| --------- | --- |
| 1911      | 美國碧盧夫人（Mrs. Lear Bigelow）於廣州西關創立慈愛保姆傳習所（協和幼稚園），致力幼兒教育工作。                                                                |
| 1921      | 廣州市西買地五十幾畝起校舍，增設小學部。 |
| 1931      | 中華基督教會廣州協會加入贊助，廖奉靈碩士出任校長，並向政府辦理立案，改辦為中學，定名協和女子中學校，校訓是「爾識真理，真理釋爾」。                             |
| 1947      | 校長和施禮嫦女士來港策劃設校，租用九龍根德道22號作校址。 |
| 1956      | 協和女子中學校獲美國長老會捐助40,000元於西洋菜街買校舍。在中華基督教會香港區會總幹事汪彼得牧師的協助之下，向政府取得太子地段建立中華基督教會協和小學。         |
| 1969      | 小學部轉為津貼學校。同年，中華基督教會香港區會獲政府批出慈雲山地段50,000多呎籌建新中學，命名為中華基督教會基慧中學，並暫借協和小學開辦首屆中一及中二，共六班。 |
| 1970      | 為紀念協和女子中學校，基慧中學改名為協和書院。 |
| 1971-1979 | 中學部搬入新校舍，校舍曾經獲東南亞學府設計獎 |
| 1999      | 按教育統籌局（今教育局）語言政策標準，該校被評為英文授課中學。                                                                                                 |

## 校歌
該校與其區會學校的校歌不同，加上該校以英文為教學語言，因此校歌源用英文版本。該校校歌共有5節，每節旋律皆是一樣，惟歌詞有所不同。
Heep Woh, our name, we gladly sing until the rafters ring
With pride and grace we bear this name, with pride and grace we bear this name
To add unto its fame, to add unto its fame
In old Canton Heep Woh began, by serving God and man
And from its teaching of virtue, and from its teaching of virtue
came people trained and true, came people trained and true
Our aim to learn and then to serve, with joyfulness and verve
So, help us God through Thy great strength, so help us God through Thy great strength
To do this every hour, to do this every hour
United thus in name are we, and through our pledge to be
United too in heart and mind, and long may live our heart and mind
For service to mankind, for service to mankind
So long may live the name Heep Woh, Forever and evermore
And long may live our unity, united, too, in unity
In love and service free, in love and service free

## 校徽
中華基督教會協和書院隸屬中華基督教會香港區會，校徽設計基本上與其他的區會學校相類。校徽樣式源自區會第一所直屬中學中華基督教會何福堂書院，1963年首任校長吳榮恩博士發起校徽設計比賽，最後校徽樣式由兩位參賽同學合併而成。

## 學校設施
該校設有：
1. 禮堂
2. 課室31個
3. 實驗室5個
4. 圖書館
5. 音樂室
6. 視覺藝術室
7. 多媒體教學中心3個
8. 教學資源中心
9. 校園電台製作室
10. 多用途禮堂
11. 英語學習中心
12. 數學學習中心
13. 地理及綜合人民學習中心
14. 會議室
15. 學生活動室
16. 文物室
17. 自修室2個
18. 廣播室
19. 雨天操場
20. 有蓋飯堂
21. 學生會室
22. 領袖生室
23. 輔導生室
24. 四社活動室

## 授課形式
該校曾經以「星期制」授課，但該校於2013-14年度改以「循環制」授課，以免因公眾假期而令部分日子的課堂時數較其他的少。另外，該校是一所英文中學，大部分科目採用英語授課，中國語文科、中國歷史科、中國文學科、健康管理與社會關懷科、生命教育科、普通話科等科目除外。

## 課外活動
該校學生活動較為多元化，設有超過50個學術推廣、興趣小組、制服團隊、社區服務小組及體藝學會舉辦的活動供學生參加。除學生自發組織的學會活動外，該校各科組均積極鼓勵及培訓同學參加校際及國際比賽，以擴闊視野，增強自信。

## 學校組織
- 領袖生隊於1970年成立
- 學生會於1970年成立
- 輔導生隊（Guidance Prefect Team）於2002年成立
- 家長教師會於1993年成立
- 協和書院校友會於1993年成立
- 中華基督教會協和堂於2002年成立

## 公開考試佳績
中華基督教會協和書院是於歷屆的香港中學文憑考試曾出產「7科5**狀元」（在甲類科目中至少3個選修科及4個核心科獲得5**成績）的43間學校之一。截至2025年，共有1位。

## 著名/傑出校友

### 公共事業、政治界
- 陳國基，GBS，IDSM，JP：政務司司長，前行政長官辦公室主任、入境事務處前處長（2011-2016）
- 張嘉宜：職業治療師、前黃大仙區議員（鳳德選區）
- 趙詠蘭：警務處助理處長（國家安全）[6]

### 醫療界
- 黃金耀：瑪嘉烈醫院顧問醫生。

### 教育界
- 陳浩文：香港城市大學公共及社會行政學系副教授。[6]
- 黃國俊：香港大學房地產及建築系副教授，香港大學聖約翰學院院長[6]
- 區靖邦：香港教育大學語言學及現代語言系講師。
- 周耀恆：明愛專上學院通識教育及語文學系講師。
- 朱啟榮：中華基督教會協和書院校長、中華基督教會何福堂書院前校長
- 林少銘：營銷師公會會長、香港理工大學營銷管理學院講師

### 商界
- 關則輝：恒隆集團企業傳訊及投資者關係董事;社區投資共享基金主席。[6]
- 林鴻勝：周大福珠寶集團總經理。

### 文藝界
- 梁望峰：香港著名作家。
- 林一峰：著名歌手、作曲家、填詞人。
- 黃桂林：商業電台對外事務部前總監。（1978年中七）[註 1]
- 吳浩賢：新城電台唱片騎師。
- 潘麗瓊：著名專欄作家。
- 黎寬怡：無綫電視藝員，節目《東張西望》外景主持
- 李漫芬：香港女演員、主持人及司儀
- 李鎮然：香港配音員
- 郭泰： 電影《明日戰記》CG總監
- 劉文權：「尼康」相機代言人，曾出版攝影集《膠凳》

### 體育界
- 蘇文欣：香港桌球運動員

## 外部連結
- 中華基督教會協和書院（页面存档备份，存于）
- 中學概覽 2014/2015

22°20′48″N 114°12′17″E / 22.34679°N 114.204623°E